# Follow the rainbow to Findhorn – eine Dokumentation
Follow the rainbow to Findhorn ist ein 64-minütiger Dokumentarfilm des deutschen Filmemachers Markus Werner. In seinem Porträt über die Findhorn-Gemeinschaft im Norden Schottlands lässt Werner unterschiedliche Bewohner des Ökodorfes zu Wort kommen und spinnt so einen Faden, der den Geist des Ortes einzufangen versteht. Der Film wurde am 1. Mai 2010 auf DVD veröffentlicht.

## Kurzbeschreibung
Aus einer bescheidenen, dreiköpfigen Gruppe entwickelte sich die Findhorn Foundation seit 1962 zu einem, der ersten Öko-Dörfer der Welt. Im Norden Schottlands leben heute über 400 Menschen aller Altersgruppen und sozialer Hintergründe. Wert wird gelegt auf inspiriertes Handeln begleitet von einem tiefen inneren Kontakt zu einer Weisheit, die jedem menschlichen Wesen innewohnt. Nach beinahe 50 Jahren, bietet Findhorn Gelegenheit, Gemeinschaft neu zu entdecken. Wie bereits die Gründer Eileen und Peter Caddy sowie Dorothy McLean experimentieren auch heute noch die in der Gemeinschaft lebenden Menschen mit Nachhaltigkeit, Permakultur und spirituellen Zusammenhängen und halten damit die sprichwörtliche Magie von Findhorn am Leben. Sie fühlen sich als Teil der globalisierten Welt und ermahnen zum Umdenken und Handeln.
Die Dokumentation Follow the rainbow to Findhorn zeichnet einen bunten Querschnitt durch das Gemeinschaftsleben. Sie will Anstöße geben und Wege aufzeigen, wie Menschen mit Veränderung und Krisen umgehen. Vor allem aber will sie Hoffnung wecken und
bezeugen, dass es zukunftsweisendere Lebensformen gibt, die nachhaltiger sind als das allgemein bekannte Lebensmodell.
Neale Donald Walsch, der Bestsellerautor von „Gespräche mit Gott“ beschreibt Findhorn als einen Platz, um entscheidende Lebensfragen zu stellen. Gleichzeitig aber – so Walsch – fordert der Ort auch, aus der Komfortzone des Alltags herauszutreten und dem Unbekannten zu begegnen. „Findhorn bringt dem menschlichen Geist die Möglichkeit zu fliegen“, erklärt er wörtlich.

## Hintergrund und Entstehung
Überflutet von Naturkatastrophen und Schreckensnachrichten und weichgespült von den Unterhaltungsmedien taumelt die westliche Welt durch eine Krise, die immer mehr Staaten der EU an den Rand des Staatsbankrotts treibt. 2008 macht sich der Filmemacher zu einer Pilgerreise im Camper auf. 4 ½ Monate geht die Reise quer durch Europa. Was ihn antreibt ist die Frage, ob es einen Weg aus der selbstzerstörerischen Trance der westlichen Welt gibt.